# Naim Allaj
Naim Allaj (* 30. November 1950 in Kavaja) ist ein ehemaliger albanischer Fußballspieler.

## Karriere

### Verein
Allaj verbrachte seine Vereinskarriere hauptsächlich bei KS Besa Kavaja. Während der Saison 1972/73 nahm er mit dem Verein am Europapokal der Pokalsieger teil und absolvierte dabei drei Spiele.

### Nationalmannschaft
1973 bestritt Allaj zwei Länderspiele für die albanische Nationalmannschaft. Sein Debüt gab er am 10. Oktober 1973 in einem Qualifikationsspiel zur FIFA-Weltmeisterschaft 1974 gegen Finnland, das Albanien mit 1:0 gewann. In diesem Spiel wurde er in der 46. Minute ausgewechselt. Sein zweites und letztes Länderspiel absolvierte er am 8. November 1973 bei einem 1:1-Unentschieden in einem Freundschaftsspiel gegen China.